# Beni Tamou
Beni Tamou è un comune dell'Algeria, situato nella provincia di Blida.